# Mariana Constantin

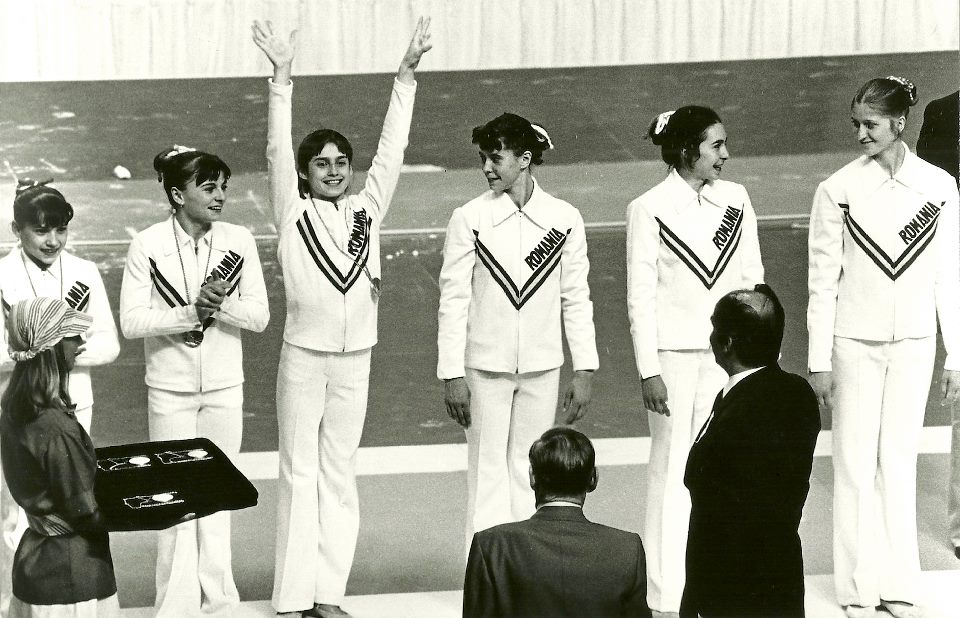
Mariana Constantin

Mariana Constantin (n. 3 august 1960, Ploiești, România) este o fostă gimnastă română, laureată cu argint olimpic la Jocurile Olimpice de vară de la Montreal, 1976.

## Distincții
- Ordinul „Meritul Sportiv” clasa a II-a (18 august 1976) „pentru rezultatele deosebite obținute la Jocurile olimpice de vară de la Montreal – 1976, precum și pentru contribuția adusă la dezvoltarea activității sportive și la creșterea prestigiului sportului românesc pe plan internațional”[1]